# 티에르프시

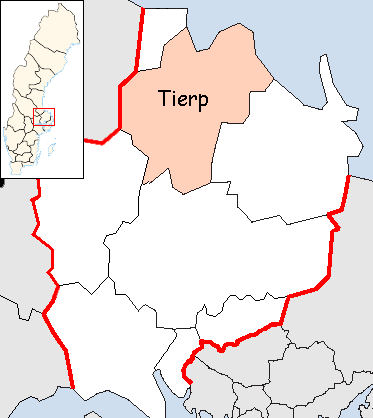
티에르프 시의 위치

티에르프시(스웨덴어: Tierps kommun)는 스웨덴 웁살라주에 위치한 지방 자치체로 행정 중심지는 티에르프이며 면적은 2,573.82km2, 인구는 20,744명(2016년 12월 31일 기준), 인구 밀도는 8.1명/km2이다.

시 문장